# 勒尚邦-弗日罗勒
勒尚邦-弗日罗勒（法語：Le Chambon-Feugerolles，法語發音：[lə ʃɑ̃bɔ̃ fœʒʁɔl]），法国东南部城市，奥弗涅-罗讷-阿尔卑斯大区卢瓦尔省的一个市镇，隶属于圣艾蒂安区，其市镇面积为17.51平方公里，2022年1月1日时人口数量为12,307人，在法国市镇中排名第825位（2021年）。
勒尚邦-弗日罗勒位于卢瓦尔省南部，翁代讷河谷腹地，是圣艾蒂安的一个近郊卫星城。

## 地名来源
“Chambon”一名最初可能于公元十二世纪以“Chambo”的形式被记载，其含义尚不清楚；“Feugerolles”一名的来源和含义均尚有待考证。

## 历史

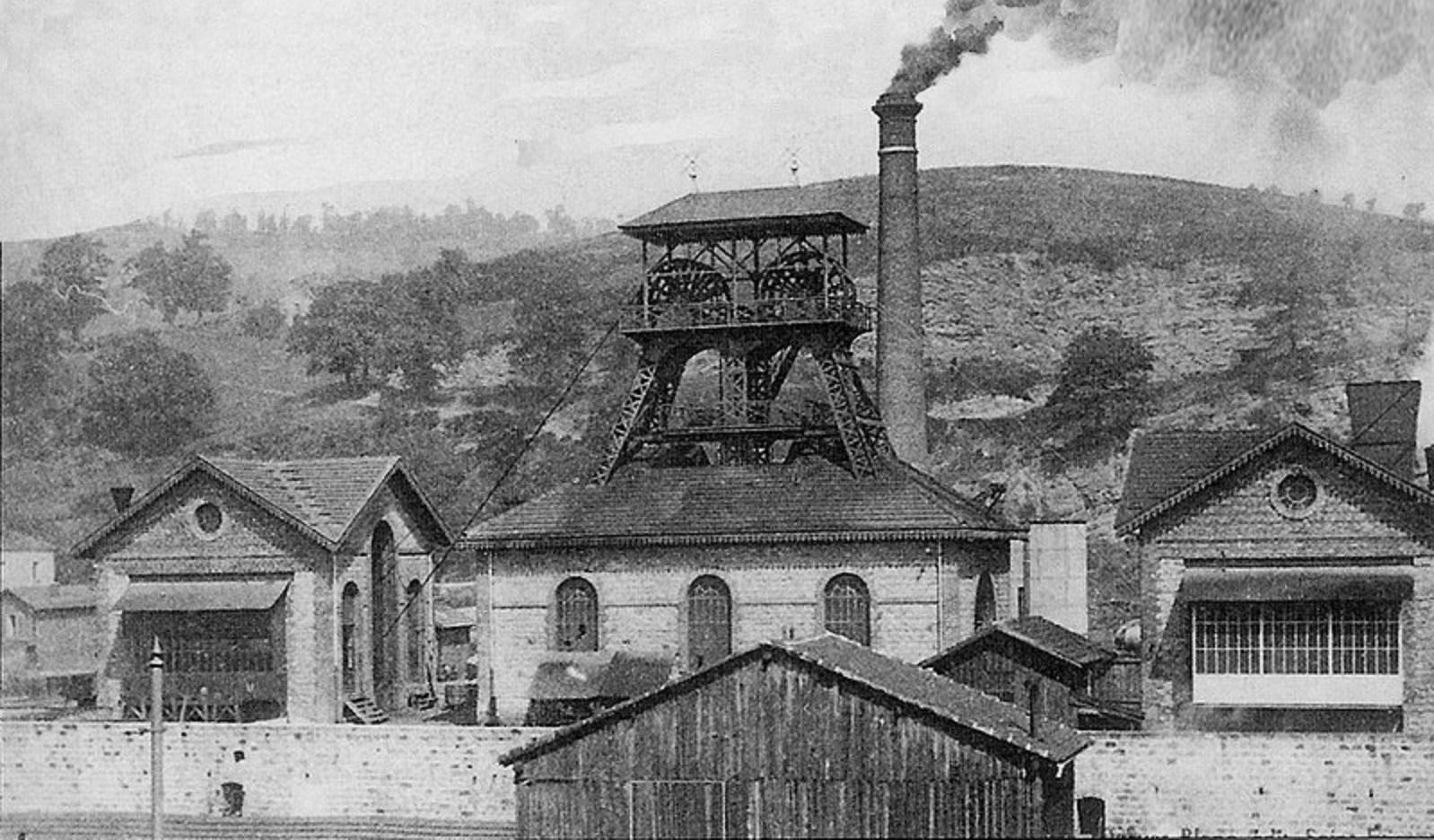
二十世纪初勒尚邦-弗日罗勒境内的一处工厂

勒尚邦-弗日罗勒成立于1835年，由原市镇勒尚邦（Le Chambon）和弗日罗勒（Feugerolles）合并而成，其中勒尚邦为政府驻地。
勒尚邦-弗日罗勒的早期历史尚不清楚。根据当地官方网站的论述，勒尚邦-弗日罗勒所处区域在中世纪时就已发现铁器资源并得到少量开采，中世纪末当地出现了多处铁炉作坊。十六世纪时，勒尚邦-弗日罗勒地区兴起刀具制造业。法国大革命后，勒尚邦和弗日罗勒成为罗讷-卢瓦尔省的两个市镇，该省于1793年一分为二，两地均被划入卢瓦尔省，其中勒尚邦成为该省的一个县治。1835年，弗日罗勒整体并入勒尚邦。1843年，勒尚邦-弗日罗勒的部分区域被划出用于组建新市镇拉里卡马里。自十八世纪中期以来，得益于工业革命的推进，勒尚邦-弗日罗勒地区的煤铁资源得到大规模开采，当地人口数量亦快速增加。二战后，勒尚邦境内新建了多处集中式居民小区，当地还新建了一座大型现代选煤厂，后因污染严重而于1974年关停，并于1976年被拆除。自二十世纪70年代能源危机以来，勒尚邦-弗日罗勒境内的钢铁和煤矿企业相继关闭，当地人口数量亦逐年下降。2014年，勒尚邦-弗日罗勒县被撤销。2024年3月29日，勒尚邦-弗日罗勒发生枪击案，造成一人遇难。

## 地理

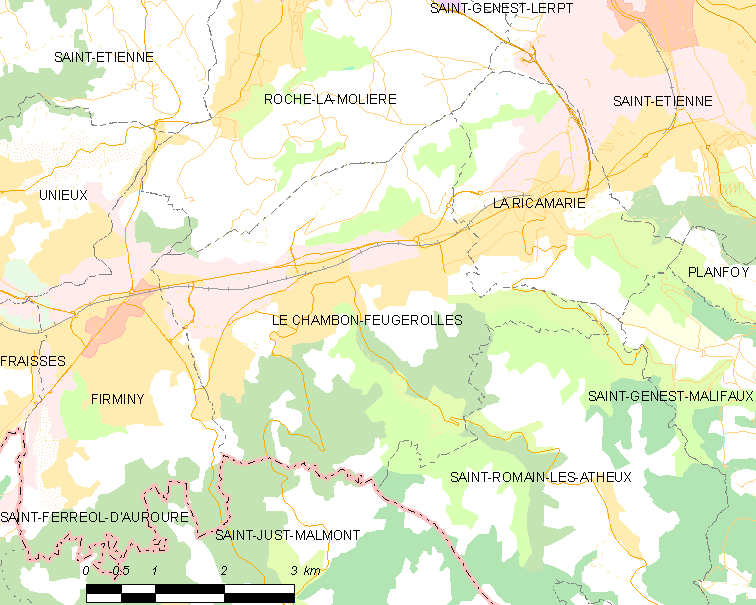
勒尚邦-弗日罗勒市镇范围地图

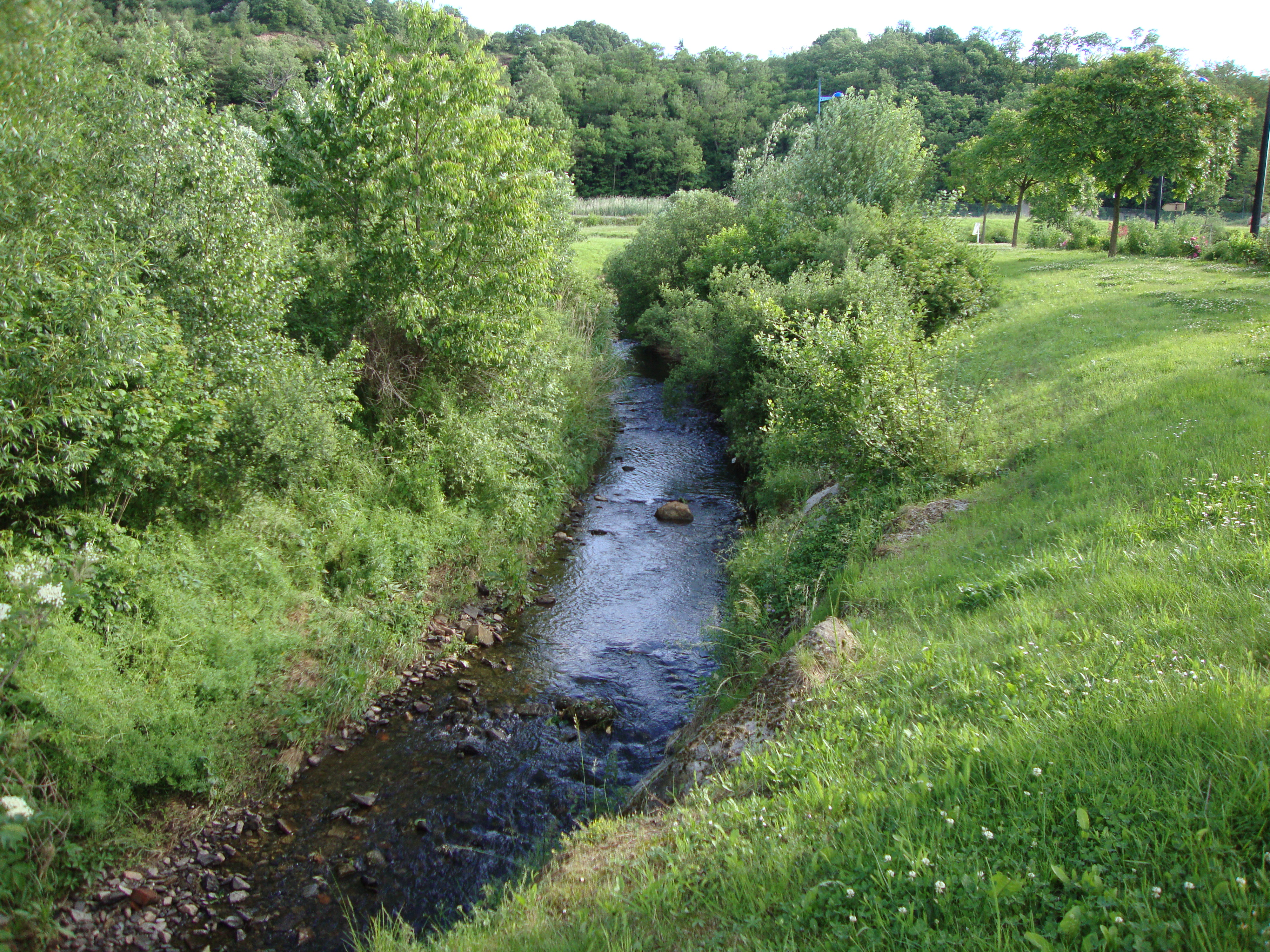
翁代讷河勒尚邦-弗日罗勒段

勒尚邦-弗日罗勒位于法国中东部偏南，奥弗涅-罗讷-阿尔卑斯大区中西部和卢瓦尔省西南部，距离省会圣艾蒂安大约10公里。与勒尚邦-弗日罗勒接壤的市镇包括：菲尔米尼、拉里卡马里、罗什拉莫利耶尔、圣瑞斯特马尔蒙和圣罗曼莱萨特。

### 地形
勒尚邦-弗日罗勒位于翁代讷河谷腹地，境内以丘陵和缓丘为主，市镇中心位于一处河谷地带，南北两侧分别为皮拉山和福雷山，全境海拔在464到849米之间。

### 水文
勒尚邦-弗日罗勒位于卢瓦尔河流域范围内，翁代讷河自东向西流经镇中心，其左岸支流瓦尔谢里河及马尔瓦勒河（Le Malval）在此与其交汇。

### 植被
勒尚邦-弗日罗勒属于温带阔叶混交林区，部分高海拔地区可能有针叶林分布，林地多分布于河流附近及坡地地带，市镇范围东北部、东南部和南部分别为蒙特朗贝尔树林（Bois de Montrambert）、蒙塔树林（Bois de la Montat）和穆兰树林（Bois Moulin），市区内的主要绿地公园包括勒布谢公园（Parc du Boucher）、让-雅克·卢梭公园（Parc Jean-Jacques Rousseau）等。
在鲜花城市的评比中，勒尚邦-弗日罗勒被评为3星级鲜花城市。

### 自然灾害
勒尚邦-弗日罗勒的地震危险度等级为2级，属于低危险；氡辐射等级为3级，属于高危险。1982至2024年间，勒尚邦-弗日罗勒境内共发生12次有记录的自然灾害，其中9次洪涝。

### 气候
勒尚邦-弗日罗勒在柯本气候分类法中属于带有一定大陆性气候特征的温带海洋性气候（Cfb）。

## 行政区划
勒尚邦-弗日罗勒的市镇编号为42044，邮政编号为42500。
在行政管理方面，勒尚邦-弗日罗勒隶属于法国奥弗涅-罗讷-阿尔卑斯大区卢瓦尔省圣艾蒂安区；在地方选举方面，勒尚邦-弗日罗勒隶属于圣艾蒂安第二县，其市镇范围全境被划入卢瓦尔省第四选区；在社会管理方面，勒尚邦-弗日罗勒是圣艾蒂安都会区的组成部分。
截至2025年1月，勒尚邦-弗日罗勒市镇范围内暂无城市敏感街区；拉罗米耶尔（La Romière）和蒙特朗贝尔-梅利讷（Montrambert Méline）两个街区为城市政策优先街区。
法国国家统计与经济研究所（简称“INSEE”）在进行数据统计时，将勒尚邦-弗日罗勒及相邻的另外31个市镇设为圣艾蒂安城市核心区，并将包括勒尚邦-弗日罗勒在内的周边共105个市镇划为圣艾蒂安城市辐射区。此外，INSEE还将勒尚邦-弗日罗勒市镇分为了6个“块区”（IRIS），以便于统计人口分布情况。

## 交通

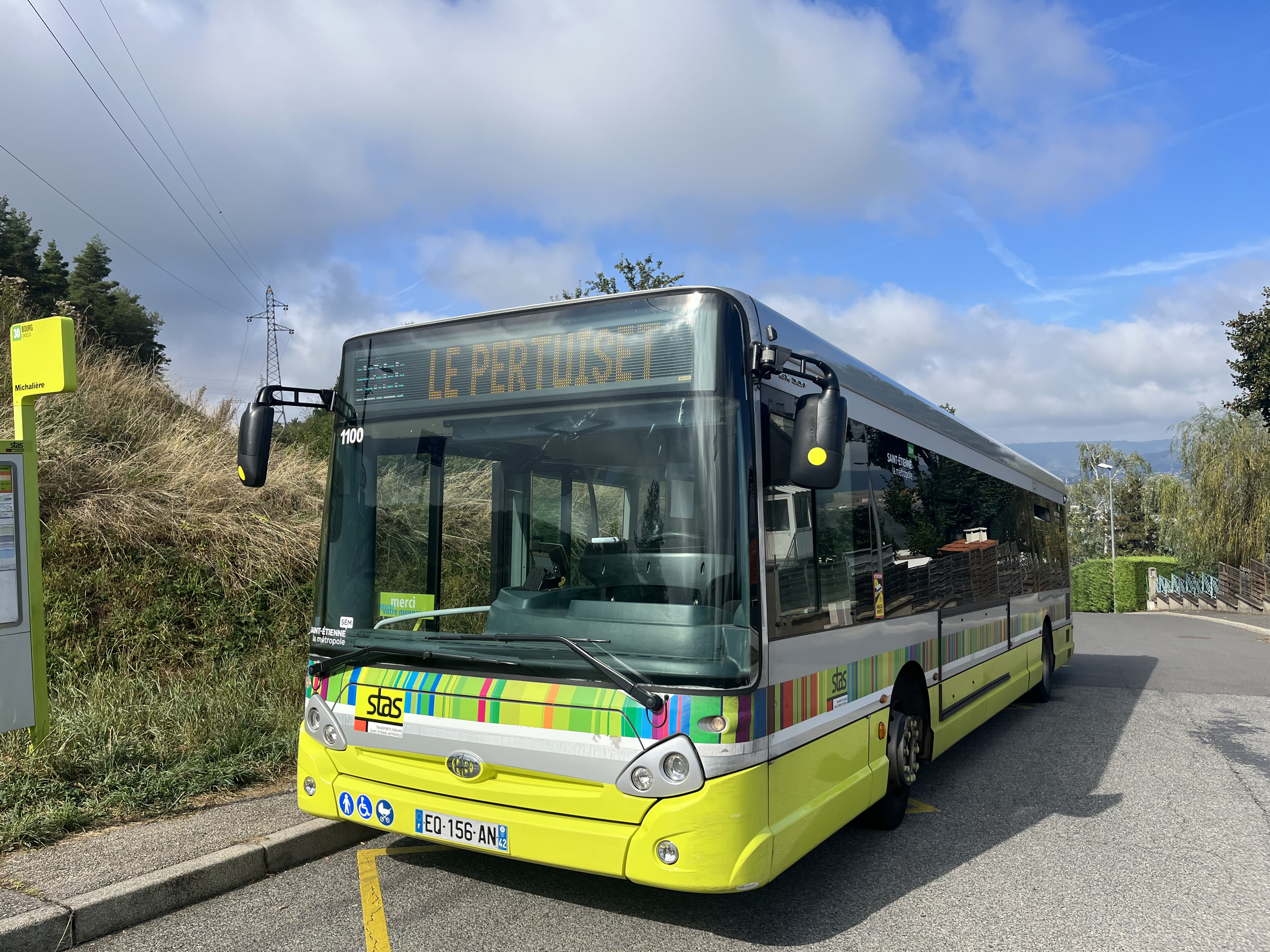
停靠于勒尚邦-弗日罗勒的一辆圣艾蒂安公交30路

### 公路
法国国道N88线横穿勒尚邦-弗日罗勒全境，另有卢瓦尔省省道D10线、D22线、D33线、D88线和D2088线在勒尚邦-弗日罗勒境内交汇。奥弗涅-罗讷-阿尔卑斯城际巴士（商业名称为）下属的H28线和H34线停靠勒尚邦-弗日罗勒，可前往博扎克、圣西戈莱娜等地。
2021年，69.4%的勒尚邦-弗日罗勒家庭拥有至少一辆私人汽车。2023年，勒尚邦-弗日罗勒境内共发生各类交通事故13起，造成19人受伤，其中1人重伤。
| 10 | 14 |

| 圣艾蒂安 | 11 |

| 菲尔米尼 | 4 |

| 拉里卡马里 | 3.5 |

### 铁路
勒尚邦-弗日罗勒位于圣乔治多拉克—圣艾蒂安铁路上。勒尚邦-弗日罗勒站位于勒尚邦-弗日罗勒市区中部，该站停靠往返于里昂和菲尔米尼一线以及圣艾蒂安和[[勒皮站]勒皮]]之间的区域列车。

### 航空
勒尚邦-弗日罗勒距离里昂圣埃克絮佩里机场的公路里程大约81公里。

### 城市公共交通
勒尚邦-弗日罗勒是圣艾蒂安城市公共交通（商业名称为）的服务覆盖范围。截至2025年1月，该系统共包括三条有轨电车线路和数十条公交线路，其中公交M1线和30路经过勒尚邦-弗日罗勒市区内。

## 政治

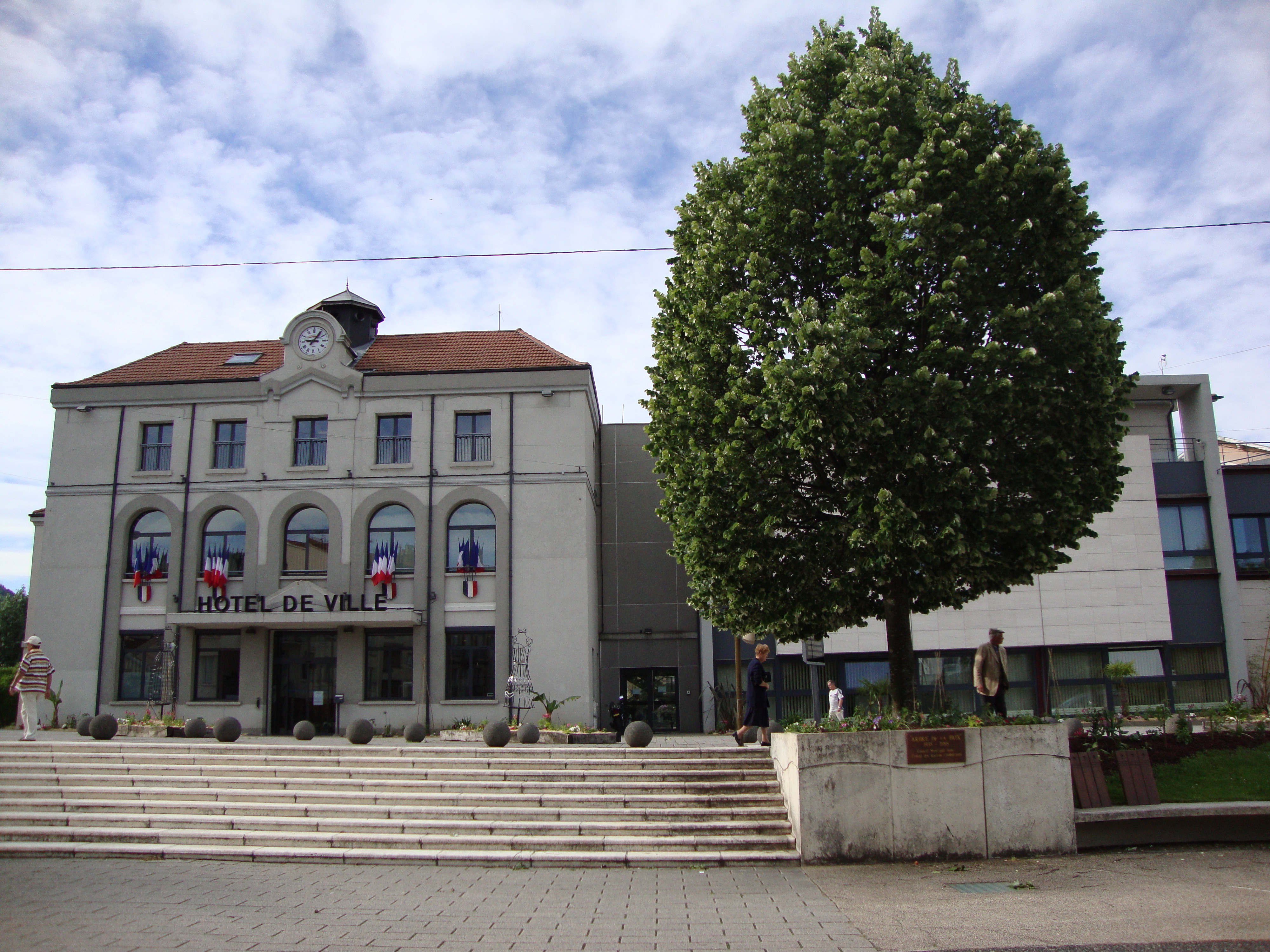
勒尚邦-弗日罗勒市政厅

勒尚邦-弗日罗勒的现任市长为达维德·法拉先生（David FARA），他是一名右翼无党派人士，在2020年的市政选举中获得了100.00%的支持率（无其他候选人）。
在2022年的法国总统大选的第二轮选举中，法国第25任总统埃马纽埃尔·马克龙在勒尚邦-弗日罗勒获得了52.00%的支持率。

## 人口
2021年，勒尚邦-弗日罗勒市镇人口数量为12,066，在法国排名第825位。其中男性5,693人，女性6,373人，75岁及以上人口占10.3%，外籍人口数量为1,079人，人口密度为689人/平方公里，当地居民被称为（女性）。2015至2021年间，勒尚邦-弗日罗勒的人口增长率为–0.8%。2022年，勒尚邦-弗日罗勒境内出生184人，死亡人口127人。
| 勒尚邦-弗日罗勒1901年－2022年人口变化情况 |
|                                           |
| 数据来源：Cassini、INSEE                  |

## 经济
勒尚邦-弗日罗勒是一个区域性的中心城市。INSEE于2020年将勒尚邦-弗日罗勒划入圣艾蒂安就业区（Zone d'emploi de Saint-Étienne），并又于2022年将其划入圣艾蒂安生活区（Bassin de vie de Saint-Étienne）。截至2022年底，勒尚邦-弗日罗勒市镇范围内共有活跃企业323家，其中61.3%的员工总数在9人及以下；按照产业分类，当地一、二、三产业占比分别为0.9%、38.1%和62%。（金属部件制造）、（五金销售）及（建筑工程）是当地2022年已公布营业额最高的三个企业，分别为35,521,016欧元、27,656,404欧元和24,235,621欧元。

## 财政与居民收入
2023年，勒尚邦-弗日罗勒的财政收入总额为18,968,830欧元，财政支出总额为16,409,390欧元，当年的债务总额为8,172,180欧元。 2023年，勒尚邦-弗日罗勒市镇通过增值税获得254,630欧元的收入，此外当地还共获得了1,058,500欧元的国家直接财政补助。
| 勒尚邦-弗日罗勒居民收入情况                      | 勒尚邦-弗日罗勒居民收入情况 | 勒尚邦-弗日罗勒居民收入情况 | 勒尚邦-弗日罗勒居民收入情况 |
| 内容                                             | 勒尚邦-弗日罗勒             | 卢瓦尔省                    | 法國                        |
| ------------------------------------------------ | --------------------------- | --------------------------- | --------------------------- |
| 居民平均时薪                                     | 13.4欧元（2022年）          | 15.1欧元（2022年）          | 17欧元（2022年）            |
| 高级职员人均时薪                                 | 22.3欧元（2022年）          | 25.1欧元（2022年）          | 29.1欧元（2022年）          |
| 中级职员人均时薪                                 | 15.3欧元（2022年）          | 16.1欧元（2022年）          | 16.6欧元（2022年）          |
| 普通职员人均时薪                                 | 11.5欧元（2022年）          | 11.9欧元（2022年）          | 12.1欧元（2022年）          |
| 工人人均时薪                                     | 12.5欧元（2022年）          | 12.6欧元（2022年）          | 12.5欧元（2022年）          |
| 贫困率                                           | 25%（2021年）               | 15.8%（2021年）             | 14.5%（2021年）             |
| 青壮年（15至64岁）失业率                         | 17.1%（2021年）             | 11.8%（2021年）             | 10.4%（2021年）             |
| 家庭总数                                         | 5,095（2022年）             | 1,023（2022年）             | 1,160（2022年）             |
| 征税家庭数量占比                                 | 29.8%（2023年）             | 47.3%（2022年）             | 44.8%（2022年）             |
| 家庭年均纳税                                     | 1,547欧元（2023年）         | 2,596欧元（2022年）         | 4,481欧元（2022年）         |
| 资料来源：INSEE、L'Internaute、Le Journal du Net |                             |                             |                             |

## 社会事务

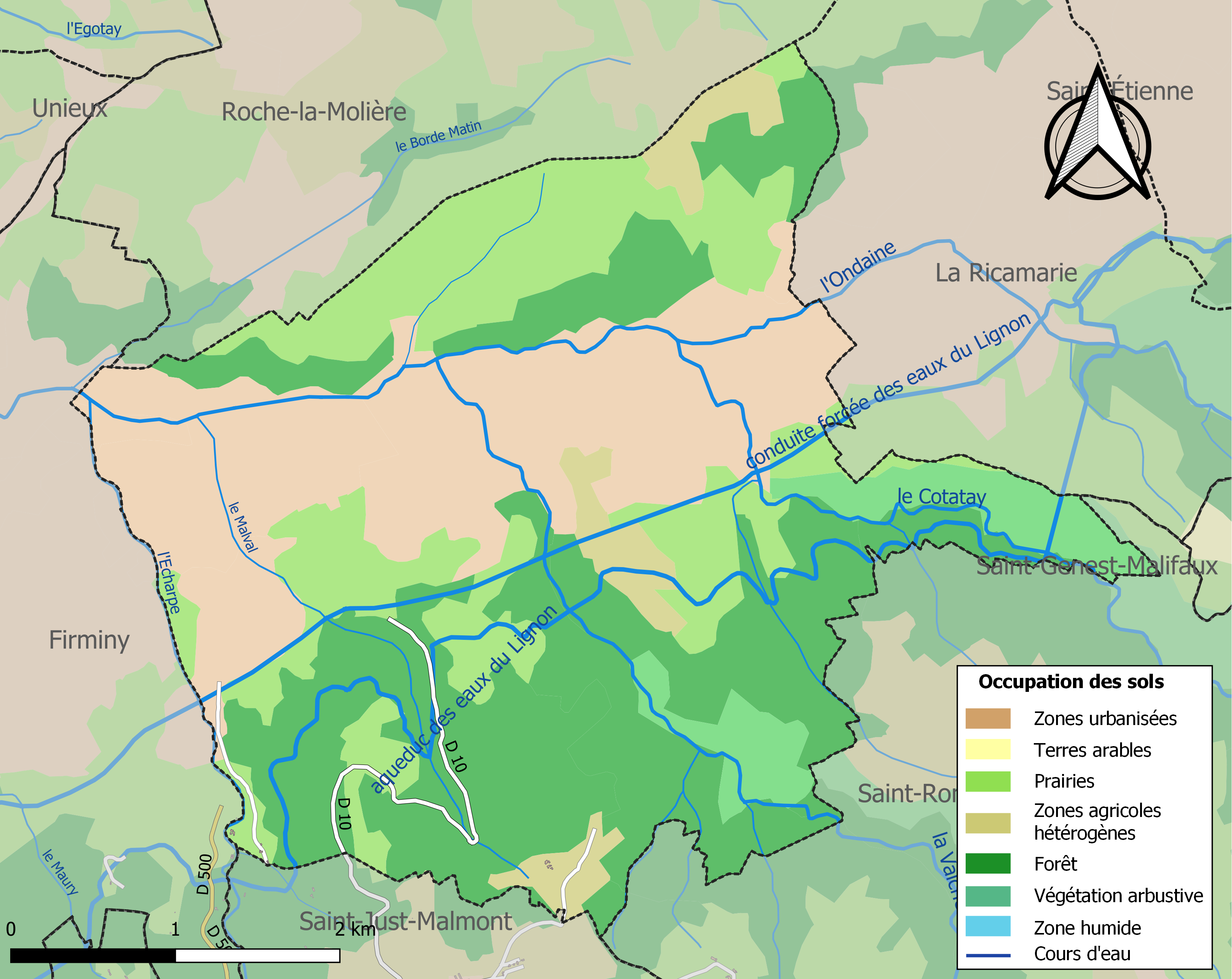
勒尚邦-弗日罗勒土地利用情况地图

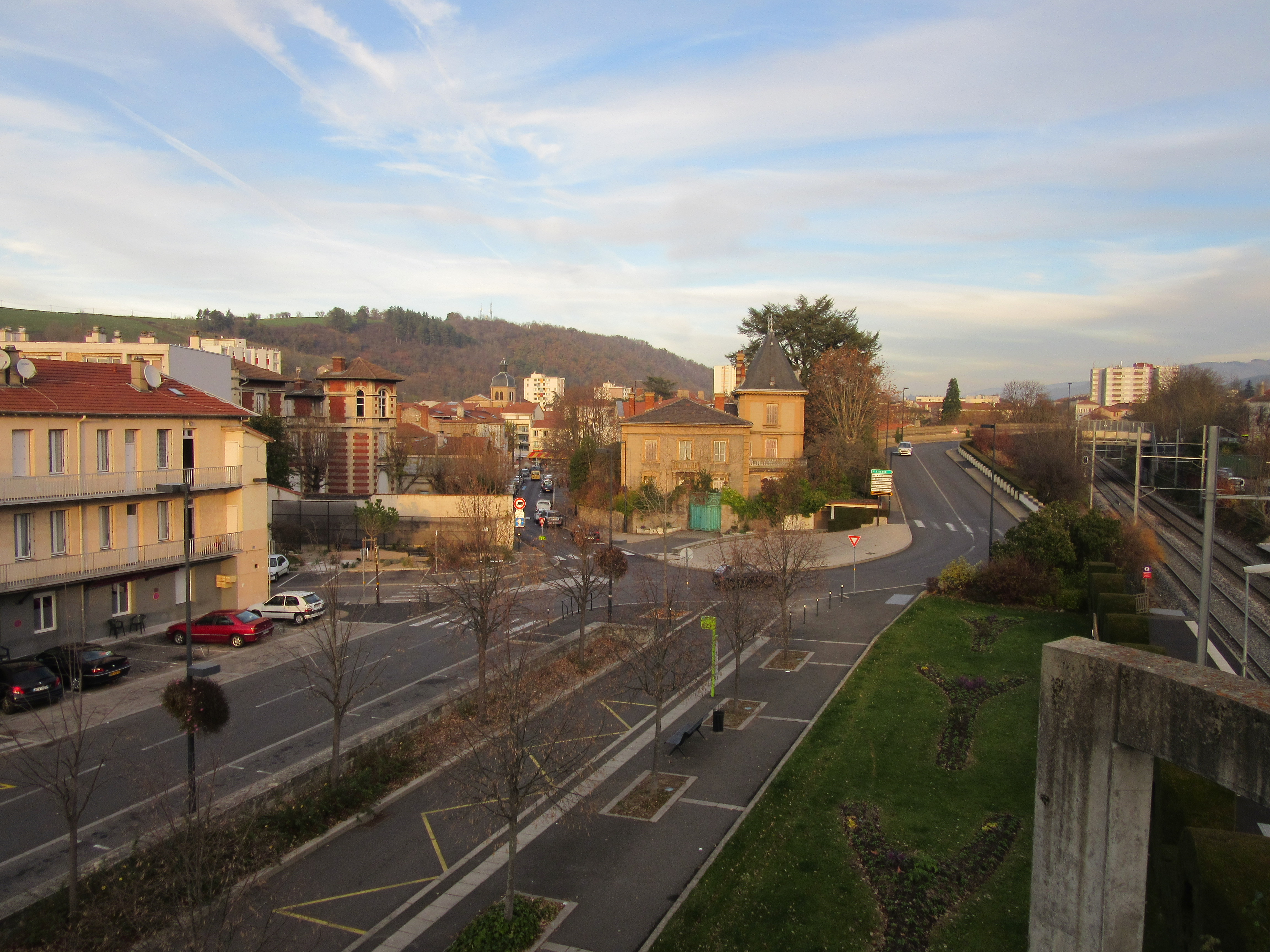
车站广场

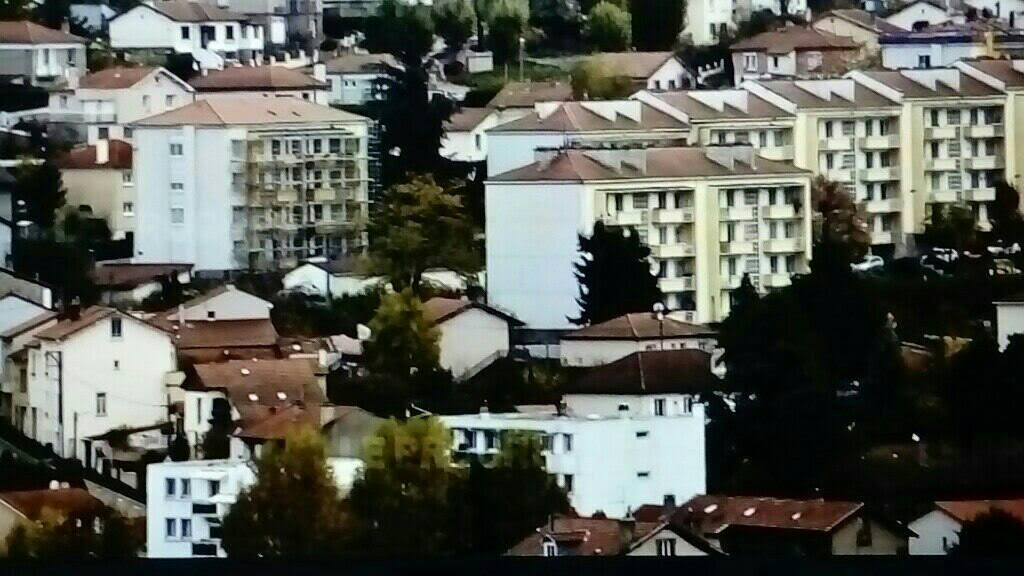
罗米耶尔街区的居民区

### 教育
勒尚邦-弗日罗勒属于里昂学区。截至2023年1月1日，勒尚邦-弗日罗勒境内共有4所幼儿园、6所小学、2所初级中学和2所职业高中。2022至2023学年度，勒尚邦-弗日罗勒境内共有在校中等教育阶段学生730名。

### 医疗
截至2023年1月1日，勒尚邦-弗日罗勒境内共有全科医生6名、保健师6名、牙医7名、护士26名、药房5家、养老院3家、残疾人帮扶中心11家。
勒尚邦-弗日罗勒中心医院，全名为“勒尚邦-弗日罗勒乔治·克洛迪农中心医院”（Centre Hospitalier Georges Claudinon du Chambon-Feugerolles），是法国的一个区域性医疗机构，位于距离勒尚邦-弗日罗勒市区西南部，设有床位263个。
勒尚邦-弗日罗勒距离圣艾蒂安大学中心医院的主病区北医院（Hôpital Nord）的正常车程大约15分钟，该院设有床位1,276个，是卢瓦尔省规模最大的综合性医疗机构。

### 住房
2021年，勒尚邦-弗日罗勒境内共有各类住房5,790套，其中38.3%为独立式住宅，61.0%为集中式住宅。常住房屋占勒尚邦-弗日罗勒市镇范围内居民建筑总量的88.3%。2023年，勒尚邦-弗日罗勒的居住税率为14.65%，不动产税率为39.89%。
在住房保障政策方面，2023年，勒尚邦-弗日罗勒境内共有3,020户家庭获得了家庭津贴补助，受益人数占总人口数量的25.0%，其中1,625份为房租补助。

### 商业
2021年，勒尚邦-弗日罗勒境内共有各类实体商铺245家，其中餐厅18家、大型超市1家、杂货店2家、面包房8家、肉铺2家、装饰品店1家、银行门店5家、美容美发店11家、汽车维修店40家。勒尚邦-弗日罗勒镇中心建有一家家乐福超市。

### 体育
2023年，勒尚邦-弗日罗勒境内共有1家游泳池、2间体育馆、2座综合体育场、2处网球场、1处马术场、2处足球或橄榄球场、2处篮球或排球场以及0处高尔夫球场。
截至2025年1月，勒尚邦-弗日罗勒境内共有两家注册足球俱乐部：勒尚邦-弗日罗勒阿尔及利亚体育会（Association Sportive Algérienne du Chambon-Feugerolles，编号534257）和勒尚邦-弗日罗勒代尔沃体育团（Groupe Sportif Dervaux Chambon Feugerolles，编号547447），分布成立于1982年和2015年，其主队2024至2025赛季均参加奥弗涅-罗讷-阿尔卑斯大区足球联赛丙组（法国第八级别），其主场为弗朗索瓦·蒙东球场（Stade François Mondon）和加法尔球场（Stade Gaffard）。

### 环境
勒尚邦-弗日罗勒的环境事务由其所属的圣艾蒂安都会区联合各级政府协调负责。2021年，勒尚邦-弗日罗勒境内共有5家污染企业。

### 治安
2021年，勒尚邦-弗日罗勒市镇范围内共有1处派出所。
2023年，勒尚邦-弗日罗勒市镇范围内累计记录各类案件617起，其中盗窃类案件236起，人身侵犯类案件125起，毒品交易类案件75起。

## 文化

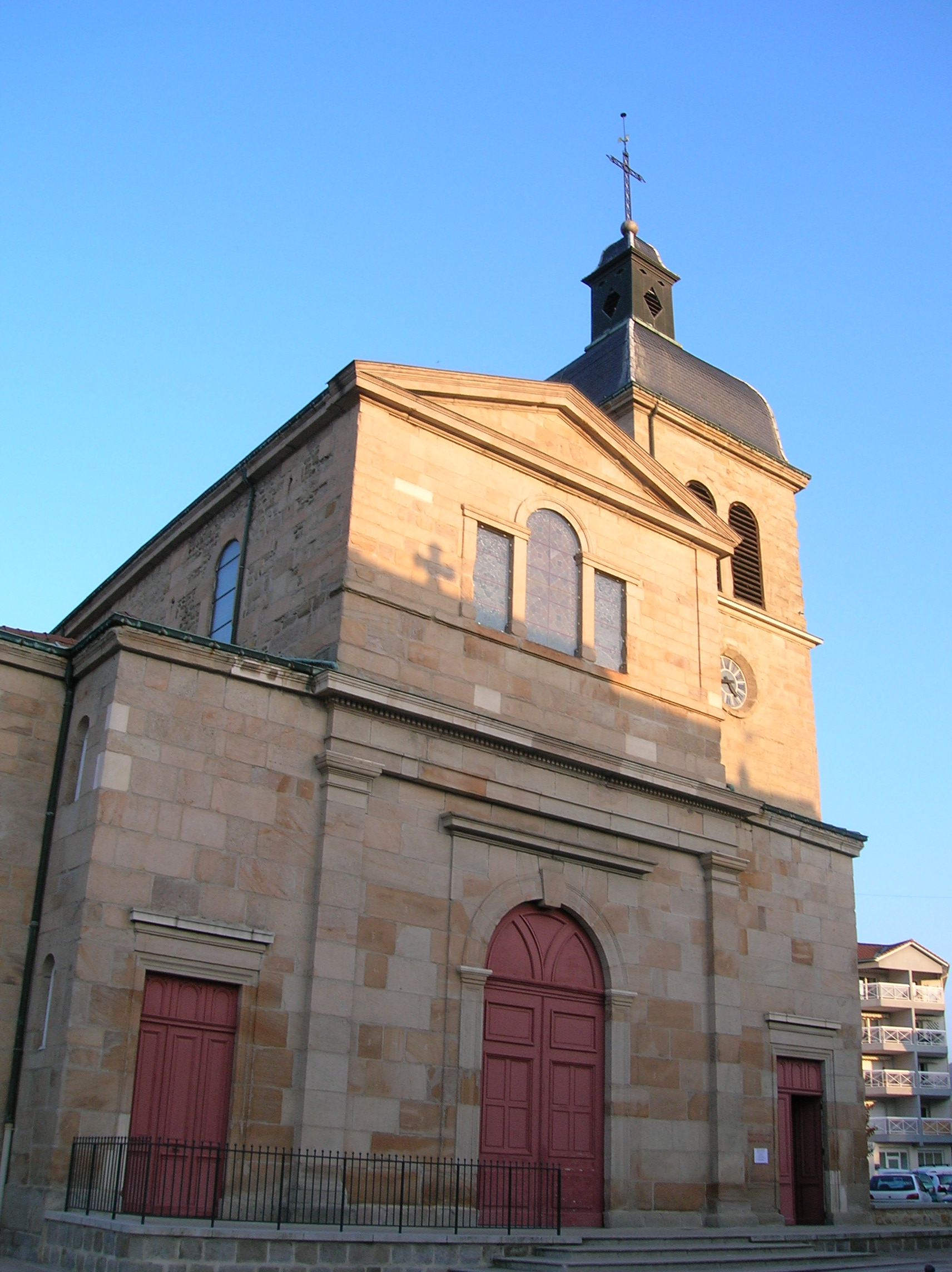
圣克莱芒教堂

2021年，勒尚邦-弗日罗勒境内暂无任何文化设施。勒尚邦-弗日罗勒境内建有市政多媒体中心（Médiathèque municipale），每周二至六向公众开放。

### 建筑
弗日罗勒城堡（Château de Feugerolles）是勒尚邦-弗日罗勒境内唯一的一处法国国家文物保护单位，此外马赖矿井旧址、圣克莱芒教堂（Église Saint-Clément du Chambon-Feugerolles）等也是当地的地标性建筑物。

### 旅游
勒尚邦-弗日罗勒的旅游事务由其所属的圣艾蒂安都会区联合各级政府协调负责。2024年，勒尚邦-弗日罗勒境内共有1家酒店共计17间房间。

### 媒体
法国主要的媒体均可在勒尚邦-弗日罗勒接收，法国电视三台下属的奥弗涅-罗讷-阿尔卑斯大区频道在部分时段播出勒尚邦-弗日罗勒所在卢瓦尔省的地方新闻。《进步报》、蓝色法兰西奥弗涅地区广播、Ici圣艾蒂安卢瓦尔、Scoop广播、卢瓦尔省电视台等为当地主要的地方性媒体。

## 相关人物
法国政治家伯努瓦·弗拉雄出生于勒尚邦-弗日罗勒。

## 友好城市
截至2025年1月，勒尚邦-弗日罗勒共与一座城市建立了友好城市关系：
- 德国 黑策布罗克-克拉霍尔茨（1973年）